# Kepler-157b
Kepler-157b és un planeta extrasolar que forma part d'un sistema planetari format per almenys tres planetes. Orbita l'estel denominat Kepler-157. Va ser descobert l'any 2014 per la sonda Kepler per mitjà de trànsit astronòmic.